# Chiesa della Beata Vergine Maria e Sant'Ippolito Martire
La chiesa della Beata Vergine Maria e Sant'Ippolito Martire è la parrocchiale di Gazoldo degli Ippoliti, in provincia e diocesi di Mantova; fa parte del vicariato foraneo San Carlo Borromeo.

## Storia
Nel 1354 l'imperatore Carlo IV fece costruire a Gazoldo una chiesa dedicata alla Madonna e a Sant'Ippolito, sulla quale la famiglia degli Ippoliti aveva il giurispatronato.
Nella relazione della visita apostolica di Angelo Peruzzi, legato di papa Gregorio XIII, si legge della ecclesia Sancti Hippoliti, sitta in villa et loci Gazoldi, che poteva godere della condizione di nullius dioecesis, ovvero che non era compresa in alcuna diocesi.
In un documento datato 28 gennaio 1605 la chiesa è citata come nullius dioecesis Provinciae Aquileiensis; il 28 gennaio 1606 papa Paolo V la eresse ufficialmente a parrocchiale.
La chiesa venne riedificata nelle forme attuali nel 1749 su progetto di Carlo Nicolini; i lavori furono supervisionati da Vittorio Vanini.
Sul finire del Settecento la parrocchia entrò a far parte della diocesi di Cremona, mentre venne aggregata a quella di Mantova l'8 aprile 1803.
Nel 1927 cessò il giurispatronato della famiglia degli Ippoliti.

## Descrizione

### Facciata
La facciata, che è in stile barocco, è divisa in due ordini ed è caratterizzata dalla presenza di paraste doriche e presenta due nicchie all'interno delle quali sono collocate altrettante statue raffiguranti i Santi Sebastiano ed Eurosia.

### Interno
Opere di pregio conservate all'interno della chiesa sono l'altare maggiore in marmo, il coro in legno di noce, la pala settecentesca che rappresenta la Madonna con Sant'Ippolito martire, la statua in bronzo che ha dome come soggetto San Giovanni Battista, scolpita da Romolo Venturini, le pale degli altari laterali raffiguranti Sant'Eurosia martire, Sant'Antonio di Padova, San Giovanni Battista, opera del Bazzani, San Lorenzo Diacono e Martire, San Luigi Gonzaga, la statua della Beata Vergine Maria e quattordici quadri della Via Crucis, che risalgono probabilmente al XVIII secolo.